# Decio Azzolini der Ältere
Decio Azzolini (der Ältere), auch Decio Azzolino, (* 1. Juli 1549 in Fermo; † 9. Oktober 1587 in Rom) war ein italienischer Kardinal der Römischen Kirche.

## Leben

Kardinalswappen (modernes Schema)

Er war der Sohn von Pompeo Azzolini. Als junger Mann zog er nach Rom und wurde am Hof des Kardinals Felice Peretti, des späteren Papstes Sixtus V., aufgenommen, der ihn als Privatsekretär beschäftigte. Am 6. Juli 1585 wurde er Kanoniker der Vatikanbasilika. Zu einem nicht mehr bekannten Zeitpunkt empfing er die Priesterweihe.
Am 15. November 1585 wurde er zum Bischof von Cervia ernannt. Papst Sixtus V. erhob ihn im Konsistorium vom 18. Dezember 1585 zum Kardinalpriester, den Kardinalshut und die Titelkirche San Matteo in Merulana bekam er am 15. Januar des darauffolgenden Jahres verliehen. Er wurde Erzpriester der Basilika Santa Maria Maggiore und war einer der Kardinäle, die mit den Angelegenheiten der in Polen neu entstehenden Adelsrepublik und der dortigen Königswahlen betraut waren.
Decio Azzolini starb am 9. Oktober 1587 in Rom und wurde in der Basilika Santa Maria Maggiore beigesetzt.
Sein gleichnamiger Großneffe Decio Azzolini der Jüngere wurde 1654 ebenfalls Kardinal, zur Unterscheidung von jenem wird er selbst Decio Azzolini der Ältere genannt.